# 谷昌樹 (ラグビー選手)
谷 昌樹（たに まさき、1990年9月18日 - ）は、2023-24シーズンまでジャパンラグビーリーグワン埼玉パナソニックワイルドナイツに所属していたラグビーユニオン選手。

## プロフィール
- 大阪府出身。
- ポジションはフランカー(FL)。
- 身長 180 cm、体重 103 kg
- ニックネームはマッキー。
- 関東代表に選ばれたことがある[1]。

## 略歴
中学1年生からラグビーを始めた。
2009年、東海大仰星高校卒業後、東海大学に入る。
2013年、東海大学卒業後、パナソニック ワイルドナイツ(現・埼玉パナソニックワイルドナイツ)に加入。なお東海大学時代の同級生に阿部浩士、阪本圭輔、高平拓弥、百武優雅、三上匠、村山廉らがいる。また同年8月31日に行われたジャパンラグビートップリーグ第1節の近鉄ライナーズ戦にて途中出場で公式戦初出場を果たす。
2024年5月、埼玉パナソニックワールドナイツを退団した。